# Savez komunističke omladine Jugoslavije
Savez komunističke omladine Jugoslavije (srp. Савез комунистичке омладине Југославије, slo. Zveza komunistične mladine Jugoslavije), skraćeno SKOJ (srp. СКОЈ, slo. ZKMJ), omladinska organizacija Saveza komunista Jugoslavije. Utemeljena je 10. listopada 1919. godine, na konferenciji održanoj u Zagrebu u nazočnosti oko 50 izaslanika komunističkih mladeških organizacija iz Kraljevine SHS.[nedostaje izvor] Na konferenciji je izabran privremeni Središnji odbor sa sjedištem u Zagrebu. Raspuštena je 1948. godine.
Iako je zabranjena samo dvije godine od osnivanja, nastavila je djelovati u ilegali i bilo je uticajna organizacija među revolucionarnom omladinom u Kraljevini Jugoslaviji, a naknadno je postala važan organizator Narodnooslobodilačke borbe. Nakon Drugog svjetskog rata, SKOJ se ujedinjuje s Ujedinjenom socijalističkom antifašističkom omladinom Jugoslavije (USAOJ) i postaje šira organizacija jugoslavenske komunističke omladine – Narodne omladine Jugoslavije (NOJ), koja je kasnije postala Savez socijalističke omladine Jugoslavije (SSOJ).

## Važniji događaji
- U Beogradu je od 10. do 14. lipnja 1920. godine održan Prvi kongres SKOJ-a. Kongresu su nazočili mjesni predstavnici organizacija iz Hrvatske, Slovenije, Srbije, Bosne i Hercegovine, Vojvodine u ime 3000 članova organiziranih u 37 mjesnih organizacija (poslije Kongresa — srpnja mjeseca organizacija je narasla na oko 8000 članova).

- Zbog velikog uspjeha KPJ na izborima za Ustavotvornu skupštinu 28. studenog 1920. godine, čemu je doprinijela i organizacija SKOJ-a, kraljevska vlada je naredbom od 29. prosinca 1920. godine, poznatom kao Obznana, zabranila rad svih komunističkih organizacija. Samo do 12. siječnja 1921. godine (tj. u toku 14 dana) bilo je zatvoreno oko 12.000 komunista i aktivista.

- U Guštanju je od 24. do 26. lipnja 1923. godine održan Drugi kongres SKOJ-a. Zbog frakcionaške borbe u KPJ, Kongres je poklonio posebnu pažnju stanju u KPJ. Kongres u Guštanju usvojio je i više rezolucija: o radu na selu, o prosvjetnom radu SKOJ-a, o ekonomskoj borbi radničke omladine.

- U Ravnama (blizu Guštanja) 30. lipnja 1926. godine održan je Treći kongres SKOJ-a. Kongres je postavio zadatke: da se SKOJ reorganizira na poduzetnom principu (s ćelijama po podružnicama) da stvara organizacije na selu i među intelektualnom omladinom, da se politički aktivira u borbi protiv vlasti buržoazije i reakcionarne politike vladajućeg režima, da se povede borba za ekonomska prava radničke omladine i radi na ideološkoj izgradnji kadrova i dr.

- Kralj Aleksandar je 6. siječnja 1929. godine izvršio državni udar, ukinuo Ustav, raspustio Narodnu skupštinu i zaveo apsolutističku diktaturu. KPJ i SKOJ su ponovo preživljavali teške dane. Počelo je masovno hapšenje i ubijanje naprednih ljudi. U toku 1929. godine do 1931. godine kroz zatvore je prošlo više od 10.000 političkih radnika. U tom vremenu ubijeno je i sedam sekretara SKOJ-a: Paja Marganović, Mijo Oreški, Janko Mišić, Josip Debeljak, Josip Kolumbo, Pero Popović Aga i Zlatko Šnajder.

## Bivši predsjednici
- Vlado Matijašić
- Neven Vranković
- Kamilo Antolović
- Igor Šišara
- Nikica Gabrić
- Goran Radman[2]